# Tour della nazionale maschile di rugby a 15 delle Figi 1961
La nazionale figiana di "rugby a 15" si reca per un lungo tour in Australia. Non riescono a ripetere le imprese del 1952 e 1954 e si accontentano di un pari (3-3) contro l'Australia, preceduto da una sconfitta per 24-6.
In totale 8 vittorie, 1 pareggio e 5 sconfitte per i figiani.

## Risultati
Sistema di punteggio: meta = 3 punti, Trasformazione=2 punti. Punizione e calcio da mark= 3 punti. drop = 3 punti. 
| North Sidney 20 maggio 1961 | North Harbour | 12 – 25 | Figi XV |  |

| Hurstville 24 maggio 1961 | South Harbour | 16 – 11 | Figi XV |  |

| Sydney 27 maggio 1961 | New Sotuh Wales | 17 – 13 | Figi XV | (Sports Ground) |

| Orange (Australia) 31 maggio 1961 | Central West | 6 – 17 | Figi XV |  |

| Newcastle (Australia) 3 giugno 1961 | Newcastle | 8 – 17 | Figi XV |  |

| Brisbane 7 giugno 1961 | Queensland | 9 – 13 | Figi XV |  |

| Arbitro: | IR Vanderfield |

| |            | |
| mete: Catchpole, Cleary Lisle, Magrath Phelps, Thornett Trasf.: Dowse 3 | Marcatori  | c.p. Bose 2 |
| 15 Rod Phelps 14 Mike Cleary 13 Jimmy Lisle 12 Harry Roberts 11 Ted Magrath 10 John Dowse 9 Ken Catchpole (c) 8 John O'Gorman 7 Terry Reid 6 Ted Heinrich 5 Dick Thornett 4 Graeme Macdougall 3 Tony Miller 2 Peter Johnson 1 Jon White | Formazioni | 15 Eliki Gaunavou 14 Eremasi Lovodua 13 Simione Rarasea 12 Eparama Ravi 11 Josefa Levula 10 Kaiava Bose 9 Nemesio Ratuveilawa 8 Joeli Naucabalavu 7 Jone Nabou 6 Sailosi Kepa 5 Nacanieli Nabaro 4 Jone Tabaiwalu (c) 3 Seteo Rasau 2 Sakiusa Tuva 1 Josua Vadugu |

| Walgett 12 giugno 1961 | Northern NSW | 14 – 25 | Figi XV |  |

| Arbitro: | IR Vanderfield |

| |            | |
| mete: Cleary 2 Ellwood, Reid trasf: Dowse c.p. Dowse 2 | Marcatori  | mete: Lovodua Nabou, Rasau trasf: Bose c.p. Tawase |
| 15 Rod Phelps 14 Mike Cleary 13 Jimmy Lisle 12 Beres Ellwood 11 Robert Potter 10 John Dowse 9 Ken Catchpole (c) 8 Dick Thornett 7 Terry Reid 6 Ted Heinrich 5 Rob Heming 4 John Thornett 3 Tony Miller 2 Peter Johnson 1 Jon White | Formazioni | 15 Eliki Gaunavou 14 Eremasi Lovodua 13 Orisi Dawai (c) 12 Eparama Ravi 11 Josefa Levula 10 Kaiava Bose 9 Sitiveni Tawase 1 Suliasi Cavu 2 Sakiusa Tuva 3 Seteo Rasau 4 Jone Tabaiwalu 5 Vereniki Nalio 6 Nacanieli Nabaro 7 Jone Nabou 8 Joeli Naucabalavu |

| Canberra 21 giugno 1961 | Southern NSW | 16 – 14 | Figi XV |  |

| Adelaide 24 giugno 1961 | Sud Australia | 17 – 56 | Figi XV |  |

| Melbourne 28 giugno 1961 | Victoria | 12 – 26 | Figi XV |  |

| Arbitro: | IR Vanderfield |

| |            | |
| mete: Lisle | Marcatori  | mete: Levula |
| 15 Rod Phelps 14 Mike Cleary 13 Jimmy Lisle 12 Beres Ellwood 11 Art Turnbull 10 Harry Roberts 9 Ken Catchpole (c) 8 Dick Thornett 7 Terry Reid 6 Ted Heinrich 5 Rob Heming 4 John Thornett 3 Tony Miller 2 Peter Johnson 1 Jon White | Formazioni | 15 Eliki Gaunavou 14 Eremasi Lovodua 13 Orisi Dawai (c) 12 Eparama Ravi 11 Josefa Levula 10 Kaiava Bose 9 Sitiveni Tawase 8 Joeli Naucabalavu 7 Jone Nabou 6 Epeli Rayawa 5 Nacanieli Nabaro 4 Jone Tabaiwalu 3 Seteo Rasau 2 Sakiusa Tuva 1 Josua Vadugu |

| Manly 5 luglio 1961 | Australian Barbarians | 17 – 43 | Figi XV | (Oval) |